# Campeonato Mundial de Natação em Piscina Curta de 2014 - 200 m costas feminino
A prova dos 200 metros nado costas feminino do Campeonato Mundial de Natação em Piscina Curta de 2014 foi disputado em 5 de dezembro no Centro Aquático Aspire Sports Complex em Doha.

## Recordes
Antes desta competição, os recordes mundiais e do campeonato nesta prova eram os seguintes:
|    | Nome             | Nacionalidade  | Tempo   | Local      | Data                  |
| -- | ---------------- | -------------- | ------- | ---------- | --------------------- |
| WR | Melissa Franklin | Estados Unidos | 2:00.03 | Berlim     | 22 de outubro de 2011 |
| CR | Kirsty Coventry  | Zimbabwe       | 2:00.91 | Manchester | 11 de abril de 2008   |

Os seguintes recordes foram estabelecidos durante a competição:
| Data          | Prova | Nome           | Nacionalidade | Tempo   | Recorde |
| ------------- | ----- | -------------- | ------------- | ------- | ------- |
| 5 de dezembro | Final | Katinka Hosszú | Hungria       | 1:59.23 | WR, CR  |

## Medalhistas
| Ouro                 | Prata               | Bronze             |
| Katinka Hosszú (HUN) | Emily Seebohm (AUS) | Sayaka Akase (JPN) |

## Resultados

### Eliminatórias
As eliminatórias ocorreram dia 5 de dezembro.  
| Colocação | Bateria | Raia | Nome                    | Nacionalidade    | Tempo   | Notas |
| --------- | ------- | ---- | ----------------------- | ---------------- | ------- | ----- |
| 1         | 5       | 4    | Katinka Hosszú          | Hungria          | 2:02.69 | Q     |
| 2         | 6       | 4    | Daryna Zevina           | Ucrânia          | 2:03.18 | Q     |
| 3         | 4       | 4    | Madi Wilson             | Austrália        | 2:03.39 | Q     |
| 4         | 5       | 5    | Sayaka Akase            | Japão            | 2:03.40 | Q     |
| 5         | 5       | 2    | Hilary Caldwell         | Canadá           | 2:03.44 | Q     |
| 6         | 6       | 5    | Emily Seebohm           | Austrália        | 2:03.49 | Q     |
| 7         | 5       | 6    | Elizabeth Beisel        | Estados Unidos   | 2:03.66 | Q     |
| 8         | 4       | 5    | Simona Baumrtová        | Chéquia          | 2:03.95 | Q     |
| 9         | 6       | 2    | Daria Ustinova          | Rússia           | 2:04.38 |       |
| 10        | 6       | 6    | Eygló Ósk Gústafsdóttir | Islândia         | 2:04.97 |       |
| 11        | 5       | 3    | Kathleen Baker          | Estados Unidos   | 2:04.99 |       |
| 12        | 4       | 9    | Yao Yige                | China            | 2:05.00 |       |
| 13        | 4       | 8    | Andrea Berrino          | Argentina        | 2:05.06 | SA    |
| 14        | 4       | 3    | Jenny Mensing           | Alemanha         | 2:05.47 |       |
| 15        | 6       | 7    | Genevieve Cantin        | Canadá           | 2:05.61 |       |
| 16        | 6       | 3    | Federica Pellegrini     | Itália           | 2:05.76 |       |
| 17        | 6       | 1    | Michelle Coleman        | Suécia           | 2:05.82 |       |
| 18        | 4       | 6    | Duane Da Rocha          | Espanha          | 2:05.94 |       |
| 19        | 6       | 8    | Rena Nishiwaki          | Japão            | 2:06.89 |       |
| 20        | 6       | 0    | Jördis Steinegger       | Áustria          | 2:07.54 |       |
| 21        | 5       | 7    | Anastasiia Osipenko     | Rússia           | 2:07.58 |       |
| 22        | 5       | 8    | Sarah Bro               | Dinamarca        | 2:07.98 |       |
| 23        | 4       | 7    | Carolina Colorado       | Colômbia         | 2:08.44 |       |
| 24        | 4       | 0    | Alicja Tchórz           | Polónia          | 2:08.63 |       |
| 25        | 3       | 5    | Chen Jie                | China            | 2:08.89 |       |
| 26        | 6       | 9    | Martina van Berkel      | Suíça            | 2:09.26 |       |
| 37        | 3       | 6    | Stephanie Au            | Hong Kong        | 2:09.36 |       |
| 38        | 3       | 1    | Ekaterina Avramova      | Turquia          | 2:09.39 |       |
| 29        | 5       | 0    | Ida Lindborg            | Suécia           | 2:10.36 |       |
| 30        | 2       | 7    | Nguyễn Thị Ánh Viên     | Vietname         | 2:10.52 |       |
| 31        | 3       | 7    | Zanre Oberholzer        | Namíbia          | 2:10.95 |       |
| 32        | 3       | 2    | Ranohon Amanova         | Uzbequistão      | 2:11.32 |       |
| 33        | 5       | 9    | Tereza Grusová          | Chéquia          | 2:13.27 |       |
| 34        | 3       | 4    | Karolina Hájková        | Eslováquia       | 2:13.51 |       |
| 35        | 5       | 1    | Ambra Esposito          | Itália           | 2:14.07 |       |
| 36        | 3       | 0    | Inés Remersaro          | Uruguai          | 2:14.22 |       |
| 37        | 3       | 3    | Florencia Perotti       | Argentina        | 2:14.34 |       |
| 38        | 2       | 5    | Roxanne Yu              | Filipinas        | 2:14.72 |       |
| 39        | 3       | 8    | Tatiana Perstniova      | Moldávia         | 2:16.48 |       |
| 40        | 3       | 9    | Alexus Laird            | Seicheles        | 2:18.20 |       |
| 41        | 2       | 4    | Talisa Tanoe            | Quênia           | 2:19.55 |       |
| 42        | 2       | 3    | Ariana Herranz          | Filipinas        | 2:23.94 |       |
| 43        | 2       | 2    | Deandre Small           | Barbados         | 2:24.22 |       |
| 44        | 2       | 6    | Lauren Hew              | Ilhas Caimã      | 2:24.38 |       |
| 45        | 2       | 1    | Yuliya Stisyuk          | Azerbaijão       | 2:27.49 |       |
| 46        | 2       | 8    | Diana Basho             | Albânia          | 2:38.82 |       |
| 47        | 1       | 5    | Roylin Akiwo            | Palau            | 2:52.55 |       |
| —         | 1       | 4    | Shanice Paraka          | Papua-Nova Guiné |         | DNS   |
| —         | 4       | 1    | Evelyn Verrasztó        | Hungria          |         | DNS   |
| —         | 4       | 2    | Dorte Baumert           | Alemanha         |         | DNS   |
| —         | 1       | 3    | Tanja Kylliainen        | Finlândia        |         | DSQ   |

### Final
A final teve sua disputa realizada em 5 de dezembro. 
| Colocação         | Raia | Nome             | Nacionalidade  | Tempo   | Notas |
| ----------------- | ---- | ---------------- | -------------- | ------- | ----- |
| Medalha de ouro   | 4    | Katinka Hosszú   | Hungria        | 1:59.23 | WR    |
| Medalha de prata  | 7    | Emily Seebohm    | Austrália      | 2:00.13 | OC    |
| Medalha de bronze | 6    | Sayaka Akase     | Japão          | 2:02.30 |       |
| 4                 | 5    | Daryna Zevina    | Ucrânia        | 2:02.44 |       |
| 5                 | 3    | Madi Wilson      | Austrália      | 2:02.67 |       |
| 6                 | 2    | Hilary Caldwell  | Canadá         | 2:03.06 |       |
| 7                 | 1    | Elizabeth Beisel | Estados Unidos | 2:04.22 |       |
| 8                 | 8    | Simona Baumrtová | Chéquia        | 2:04.24 |       |

Legenda
| Recorde mundial       | Recorde mundial (World record)               |                       | Recorde africano                      | Recorde africano (African) |                                           | Q | Classificado por posição (Qualified) |
| Recorde do campeonato | Recorde do campeonato (Championship record)  | Recorde da América    | Recorde da América (Americas)         | q                          | Classificado por melhor tempo (Qualified) |   |                                      |
| Melhor marca do ano   | Melhor marca do ano (World leading)          | Recorde asiático      | Recorde asiático (Asian)              | DNS                        | Não largou (Did not start)                |   |                                      |
| Recorde nacional      | Recorde nacional (National record)           | Recorde europeu       | Recorde europeu (European)            | DNF                        | Não terminou (Did not finish)             |   |                                      |
| Recorde pessoal       | Recorde pessoal do atleta (Personal best)    | Recorde da Oceania    | Recorde da Oceania (Oceania)          | DSQ / DQ                   | Desclassificado (Disqualified)            |   |                                      |
| Recorde da temporada  | Recorde da temporada do atleta (Season best) | Recorde sul-americano | Recorde sul-americano (South America) | NM                         | Sem marca (No mark)                       |   |                                      |